# Décès en janvier 2020
Décès
- 2016
- 2017
- 2018
- 2019
- 2020
- 2021
- 2022
- 2023
- 2024

Pour une information complémentaire, voir la page d'aide.

| Date        | Nom                                | Pays                                        | Activités                                                                                          | Âge | Source                   |
| ----------- | ---------------------------------- | ------------------------------------------- | -------------------------------------------------------------------------------------------------- | --- | ------------------------ |
| 1er janvier | Serikbolsyn Äbdildine              | Drapeau du Kazakhstan                       | Homme politique soviétique puis kazakh.                                                            | 82  | (kk)                     |
| 1er janvier | Marius Bruat                       | Drapeau de la France                        | Footballeur français.                                                                              | 89  |                          |
| 1er janvier | Michel Celaya                      | Drapeau de la France                        | Joueur de rugby à XV français.                                                                     | 89  |                          |
| 1er janvier | Carlos De León                     | Drapeau des États-Unis                      | Boxeur portoricain.                                                                                | 60  | (es)                     |
| 1er janvier | Walter Hayman                      | Drapeau du Royaume-Uni                      | Mathématicien britannique.                                                                         | 93  | (en)                     |
| 1er janvier | Don Larsen                         | Drapeau des États-Unis                      | Joueur de baseball américain.                                                                      | 90  | (en)                     |
| 1er janvier | Jaap Schröder                      | Drapeau des Pays-Bas                        | Violoniste, chef d'orchestre et pédagogue néerlandais.                                             | 94  | (nl)                     |
| 1er janvier | Katsura Shinnosuke                 | Drapeau du Japon                            | Rakugoka et musicien japonais.                                                                     | 67  | (ja)                     |
| 1er janvier | David Stern                        | Drapeau des États-Unis                      | Avocat et entrepreneur américain, ancien commissaire de la NBA puis du Hall of Fame.               | 77  | (en)                     |
| 2 janvier   | John Baldessari                    | Drapeau des États-Unis                      | Artiste conceptuel américain.                                                                      | 88  | (en)                     |
| 2 janvier   | Auxence Contout                    | Drapeau de la France                        | Écrivain et poète français guyanais.                                                               | 94  |                          |
| 2 janvier   | Roman Monchenko                    | Drapeau de la Russie                        | Rameur russe, médaillé de bronze aux Jeux olympiques d'été de 1996.                                | 55  | (ru)                     |
| 2 janvier   | Élisabeth Rappeneau                | Drapeau de la France                        | Réalisatrice française.                                                                            | 79  |                          |
| 2 janvier   | Mohamed Salah Dembri               | Drapeau de l'Algérie                        | Homme politique et diplomate algérien.                                                             | 81  |                          |
| 3 janvier   | Nathaël Julan                      | Drapeau de la France                        | Footballeur français.                                                                              | 23  |                          |
| 3 janvier   | Abou Mehdi al-Mouhandis            | Drapeau de l'Iran                           | Militaire et homme politique perso-irakien.                                                        | 65  |                          |
| 3 janvier   | Roland Pressat                     | Drapeau de la France                        | Démographe français.                                                                               | 96  |                          |
| 3 janvier   | Qassem Soleimani                   | Drapeau de l'Iran                           | Général iranien.                                                                                   | 62  |                          |
| 3 janvier   | Gérard de Sélys                    | Drapeau de la Belgique                      | Journaliste belge.                                                                                 | 75  |                          |
| 4 janvier   | Júlio Castro Caldas                | Drapeau du Portugal                         | Avocat et homme politique portugais.                                                               | 76  | (pt)                     |
| 4 janvier   | Marie-Thérèse Cheroutre            | Drapeau de la France                        | Historienne et personnalité scoute française.                                                      | 95  |                          |
| 4 janvier   | Georges Dubœuf                     | Drapeau de la France                        | Négociant en vin français.                                                                         | 86  |                          |
| 4 janvier   | William Hobbs                      | Drapeau des États-Unis                      | Rameur américain, médaillé d'argent aux Jeux olympiques d'été de 1972.                             | 70  | (en)                     |
| 4 janvier   | Lorenza Mazzetti                   | Drapeau de l'Italie                         | Réalisatrice, peintre et écrivaine italienne.                                                      | 92  | (it)                     |
| 4 janvier   | Walter Ormeño                      | Drapeau du Pérou                            | Footballeur péruvien.                                                                              | 93  | (en)                     |
| 5 janvier   | Anri Jergenia                      | Drapeau de la Russie                        | Homme politique soviétique puis russe.                                                             | 78  | (ru)                     |
| 5 janvier   | Walter Learning                    | Drapeau du Canada                           | Acteur, réalisateur et scénariste canadien.                                                        | 81  | (en)                     |
| 5 janvier   | Issiaka Ouattara                   | Drapeau de la Côte d'Ivoire                 | Lieutenant-colonel ivoirien.                                                                       | 52  |                          |
| 5 janvier   | Hans Tilkowski                     | Drapeau de l'Allemagne                      | Joueur, puis entraîneur allemand de football.                                                      | 84  | (de)                     |
| 6 janvier   | André Abadie                       | Drapeau de la France                        | Joueur de rugby à XV français.                                                                     | 85  |                          |
| 6 janvier   | Cabeção                            | Drapeau du Brésil                           | Footballeur brésilien.                                                                             | 89  | (pt)                     |
| 6 janvier   | Michel Didisheim                   | Drapeau de la Belgique                      | Fonctionnaire belge.                                                                               | 89  |                          |
| 6 janvier   | Mike Fitzpatrick                   | Drapeau des États-Unis                      | Homme politique américain.                                                                         | 56  | (en)                     |
| 6 janvier   | Aloïse Moudileno Massengo          | Drapeau de la république du Congo           | Avocat et homme politique congolais.                                                               | 86  |                          |
| 6 janvier   | Akbar Padamsee                     | Drapeau de l'Inde                           | Artiste contemporain indien.                                                                       | 91  | (en)                     |
| 7 janvier   | Jacques Dessange                   | Drapeau de la France                        | Coiffeur et homme d'affaires français.                                                             | 94  |                          |
| 7 janvier   | Silvio Horta                       | Drapeau des États-Unis                      | Producteur de télévision et scénariste américain.                                                  | 45  | (en)                     |
| 7 janvier   | Alexandre Matheron                 | Drapeau de la France                        | Philosophe français.                                                                               | 94  |                          |
| 7 janvier   | Neil Peart                         | Drapeau du Canada                           | Musicien et batteur canadien.                                                                      | 67  | (de)                     |
| 7 janvier   | Abderrazak Rassaa                  | Drapeau de la Tunisie                       | Homme politique tunisien.                                                                          | 90  |                          |
| 7 janvier   | Ana Lucrecia Taglioretti           | Drapeau du Paraguay                         | Pianiste paraguayenne                                                                              | 24  |                          |
| 7 janvier   | Elizabeth Wurtzel                  | Drapeau des États-Unis                      | Écrivaine et journaliste américaine.                                                               | 52  | (en)                     |
| 7 janvier   | Khamis al-Owairan                  | Drapeau de l'Arabie saoudite                | Footballeur saoudien.                                                                              | 46  | (ar)                     |
| 8 janvier   | Edd Byrnes                         | Drapeau des États-Unis                      | Acteur américain.                                                                                  | 87  | (en)                     |
| 8 janvier   | Buck Henry                         | Drapeau des États-Unis                      | Acteur, réalisateur et scénariste américain.                                                       | 89  | (en)                     |
| 8 janvier   | Miklós Vető                        | Drapeau de la France                        | Philosophe franco-hongrois.                                                                        | 83  | (hu)                     |
| 8 janvier   | María del Pilar de Borbón          | Drapeau de l'Espagne                        | Infante d’Espagne.                                                                                 | 83  | (es)                     |
| 9 janvier   | Walter J. Boyne                    | Drapeau des États-Unis                      | Officier et écrivain américain.                                                                    | 90  | (en)                     |
| 9 janvier   | Leo Kolber                         | Drapeau du Canada                           | Homme d'affaires, philanthrope et homme politique canadien.                                        | 90  | (en)                     |
| 9 janvier   | Rudolf de Korte                    | Drapeau des Pays-Bas                        | Homme politique néerlandais.                                                                       | 83  | (nl)                     |
| 9 janvier   | Pablo Macera                       | Drapeau du Pérou                            | Historien péruvien.                                                                                | 90  | (es)                     |
| 9 janvier   | Robert Molimard                    | Drapeau de la France                        | Tabacologue français.                                                                              | 92  |                          |
| 9 janvier   | Ivan Passer                        | Drapeau de la Tchéquie                      | Réalisateur tchèque.                                                                               | 86  | (en)                     |
| 9 janvier   | Mike Resnick                       | Drapeau des États-Unis                      | Auteur de science-fiction, réalisateur et scénariste américain.                                    | 77  | (en)                     |
| 9 janvier   | Jacques de Bauffremont             | Drapeau de la France                        | Prince français, président de l'Institut de la maison de Bourbon de 1976 à 2009.                   | 97  |                          |
| 10 janvier  | Neda Arnerić                       | Drapeau de la Serbie                        | Actrice yougoslave puis serbe.                                                                     | 66  | (sr)                     |
| 10 janvier  | André Capron                       | Drapeau de la France                        | Médecin, immunologiste et parasitologue français.                                                  | 89  |                          |
| 10 janvier  | John Crosbie                       | Drapeau du Canada                           | Homme politique canadien.                                                                          | 88  | (en)                     |
| 10 janvier  | Wolfgang Dauner                    | Drapeau de l'Allemagne                      | Pianiste de jazz allemand.                                                                         | 84  | (de)                     |
| 10 janvier  | Bernard Joly                       | Drapeau de la France                        | Homme politique français.                                                                          | 85  |                          |
| 10 janvier  | Guido Messina                      | Drapeau de l'Italie                         | Coureur cycliste italien, champion aux Jeux olympiques d'été de 1952.                              | 89  | (it)                     |
| 10 janvier  | Marc Morgan                        | Drapeau de la Belgique                      | Auteur-compositeur-interprète belge.                                                               | 57  |                          |
| 10 janvier  | Petko Petkov                       | Drapeau de la Bulgarie                      | Footballeur bulgare.                                                                               | 73  | (en)                     |
| 10 janvier  | Ed Sprague, Sr.                    | Drapeau des États-Unis                      | Lanceur américain de baseball.                                                                     | 74  | (en)                     |
| 10 janvier  | Qabus ibn Saïd                     | Drapeau d'Oman                              | Sultan omanais.                                                                                    | 79  | (en)                     |
| 11 janvier  | Tom Belsø                          | Drapeau du Danemark                         | Pilote automobile danois.                                                                          | 77  | (en)                     |
| 11 janvier  | Jesus Alfonso Huerta Escoboza      | Drapeau du Mexique                          | Luchador mexicain.                                                                                 | 54  | (es)                     |
| 11 janvier  | Jean-René Farthouat                | Drapeau de la France                        | Avocat français.                                                                                   | 85  |                          |
| 11 janvier  | Alana Filippi                      | Drapeau de la France                        | Parolière et chanteuse française.                                                                  | 59  |                          |
| 11 janvier  | Stan Kirsch                        | Drapeau des États-Unis                      | Acteur américain.                                                                                  | 51  | (en)                     |
| 11 janvier  | Hilarion Vendégou                  | Drapeau de la France                        | Homme politique français.                                                                          | 78  |                          |
| 12 janvier  | Paulo Gonçalves                    | Drapeau du Portugal                         | Pilote moto de rallye-raid portugais.                                                              | 40  |                          |
| 12 janvier  | Marc Riolacci                      | Drapeau de la France                        | Directeur sportif français.                                                                        | 74  |                          |
| 12 janvier  | Kazuo Sakurada                     | Drapeau du Japon                            | Catcheur japonais.                                                                                 | 71  | (en)                     |
| 12 janvier  | Dick Schnittker                    | Drapeau des États-Unis                      | Basketteur américain.                                                                              | 91  | (en)                     |
| 12 janvier  | Roger Scruton                      | Drapeau du Royaume-Uni                      | Philosophe britannique.                                                                            | 75  | (en)                     |
| 13 janvier  | Jean Delumeau                      | Drapeau de la France                        | Historien français.                                                                                | 96  |                          |
| 13 janvier  | Carlos Girón                       | Drapeau du Mexique                          | Plongeur mexicain, médaillé d'argent aux Jeux olympiques d'été de 1980.                            | 65  | (en)                     |
| 13 janvier  | Jaime Humberto Hermosillo          | Drapeau du Mexique                          | Réalisateur mexicain.                                                                              | 77  |                          |
| 13 janvier  | Pierre Lacoste                     | Drapeau de la France                        | Amiral français.                                                                                   | 95  |                          |
| 13 janvier  | André Lufwa                        | Drapeau de la république du Congo           | Sculpteur congolais.                                                                               | 94  |                          |
| 13 janvier  | Maurice Moucheraud                 | Drapeau de la France                        | Coureur cycliste français, champion aux Jeux olympiques d'été de 1956.                             | 86  |                          |
| 13 janvier  | Isabel-Clara Simó                  | Drapeau de l'Espagne                        | Écrivaine et journaliste espagnole.                                                                | 76  | (es)                     |
| 14 janvier  | Guy Deplus                         | Drapeau de la France                        | Clarinettiste français.                                                                            | 95  |                          |
| 14 janvier  | Jack Kehoe                         | Drapeau des États-Unis                      | Acteur américain.                                                                                  | 85  |                          |
| 14 janvier  | Naděžda Kniplová                   | Drapeau de la Tchéquie                      | Artiste lyrique, soprano et pédagogue tchécoslovaque puis tchèque.                                 | 87  | (cs)                     |
| 14 janvier  | Osanne (Osanne Marie Louise Nègre) | Drapeau de la France                        | Peintre, graveuse, décoratrice et costumière de théâtre française.                                 | 85  |                          |
| 15 janvier  | Bobby Brown                        | Drapeau du Royaume-Uni                      | Footballeur puis entraîneur britannique.                                                           | 96  | (en)                     |
| 15 janvier  | Rocky Johnson                      | Drapeau du Canada                           | Catcheur canadien.                                                                                 | 75  | (en)                     |
| 15 janvier  | Bruno Nettl                        | Drapeau des États-Unis                      | Ethnomusicologue et musicologue américain.                                                         | 89  | (en)                     |
| 15 janvier  | Michael Wheeler                    | Drapeau du Royaume-Uni                      | Athlète britannique, médaillé de bronze aux Jeux olympiques d'été de 1956.                         | 84  | (en)                     |
| 16 janvier  | Bernard Grosfilley                 | Drapeau de la France                        | Skieur alpin français.                                                                             | 70  |                          |
| 16 janvier  | John Klyberg                       | Drapeau du Royaume-Uni                      | Prélat anglais                                                                                     | 88  | (en)                     |
| 16 janvier  | Efraín Sánchez                     | Drapeau de la Colombie                      | Joueur de football puis entraîneur colombien.                                                      | 93  |                          |
| 16 janvier  | Christopher Tolkien                | Drapeau du Royaume-Uni                      | Écrivain et éditeur britannique.                                                                   | 95  |                          |
| 16 janvier  | Magda al-Sabahi                    | Drapeau de l'Égypte                         | Actrice égyptienne.                                                                                | 88  | (en)                     |
| 17 janvier  | Pietro Anastasi                    | Drapeau de l'Italie                         | Footballeur italien.                                                                               | 71  | (it)                     |
| 17 janvier  | Charles Carrère                    | Drapeau de la France                        | Poète français.                                                                                    | 91  |                          |
| 17 janvier  | Jacques Desallangre                | Drapeau de la France                        | Homme politique français.                                                                          | 84  |                          |
| 17 janvier  | Thérèse Dion                       | Drapeau du Canada                           | Femme d'affaires et animatrice de télévision québécoise, mère de Claudette et Céline Dion.         | 92  |                          |
| 17 janvier  | Rahşan Ecevit                      | Drapeau de la Turquie                       | Femme politique turque                                                                             | 97  | (en)                     |
| 17 janvier  | Khagendra Thapa Magar              | Drapeau du Népal                            | Lilliputien népalais, considéré comme « l’homme le plus petit du monde ».                          | 27  | (en)                     |
| 17 janvier  | Oswald Oberhuber                   | Drapeau de l'Autriche                       | Peintre, sculpteur et graphiste autrichien.                                                        | 88  | (de)                     |
| 17 janvier  | Emanuele Severino                  | Drapeau de l'Italie                         | Philosophe italien.                                                                                | 90  | (it)                     |
| 18 janvier  | Mario Bergamaschi                  | Drapeau de l'Italie                         | Footballeur italien.                                                                               | 91  | (it)                     |
| 18 janvier  | Isabel Cabanillas de la Torre      | Drapeau du Mexique                          | Artiste mexicaine.                                                                                 | 26  | (es)                     |
| 18 janvier  | Giovanni Cantoni (it)              | Drapeau de l'Italie                         | Philologue, journaliste, éditeur, essayiste et apologète italien.                                  | 81  | (it)                     |
| 18 janvier  | André Dulait                       | Drapeau de la France                        | Homme politique français.                                                                          | 82  |                          |
| 18 janvier  | Peter Mathebula                    | Drapeau d'Afrique du Sud                    | Boxeur sud-africain.                                                                               | 67  | (en)                     |
| 18 janvier  | Roger Nicolet                      | Drapeau de la Belgique                      | Ingénieur belge.                                                                                   | 88  |                          |
| 18 janvier  | David Olney                        | Drapeau des États-Unis                      | Chanteur américain.                                                                                | 71  | (en)                     |
| 18 janvier  | Joe Shishido                       | Drapeau du Japon                            | Acteur japonais.                                                                                   | 86  | (ja)                     |
| 19 janvier  | Thérèse Allah                      | Drapeau du Mexique                          | Chanteuse ivoirienne.                                                                              | 70  |                          |
| 19 janvier  | Charles Alverson                   | Drapeau des États-Unis                      | Romancier, journaliste et scénariste américain.                                                    | 70  |                          |
| 19 janvier  | Jimmy Heath                        | Drapeau des États-Unis                      | Saxophoniste ténor de jazz américain.                                                              | 93  | (en)                     |
| 19 janvier  | Ikkō Narahara                      | Drapeau du Japon                            | Photographe japonais.                                                                              | 88  | (ja)                     |
| 19 janvier  | Shin Kyuk-ho                       | Drapeau du Japon                            | Homme d'affaires nippo-sud-coréen.                                                                 | 97  | (en)                     |
| 19 janvier  | Guy Thomas                         | Drapeau de la France                        | Parolier et poète français.                                                                        | 85  |                          |
| 20 janvier  | Gilles Delouche                    | Drapeau de la France                        | Linguiste français.                                                                                | 71  |                          |
| 21 janvier  | Hédi Baccouche                     | Drapeau de la Tunisie                       | Homme politique tunisien.                                                                          | 90  |                          |
| 21 janvier  | Eugène Berger                      | Drapeau du Luxembourg                       | Homme politique luxembourgeois.                                                                    | 59  | (en)                     |
| 21 janvier  | Sébastien Demorand                 | Drapeau de la France                        | Journaliste et critique gastronomique français.                                                    | 50  |                          |
| 21 janvier  | Terry Jones                        | Drapeau du Royaume-Uni                      | Acteur, réalisateur, scénariste et écrivain britannique, membre des Monty Python.                  | 77  |                          |
| 21 janvier  | Tenguiz Sigoua                     | Drapeau de la Géorgie                       | Homme politique géorgien.                                                                          | 85  | (pl)                     |
| 21 janvier  | Theodor Wagner                     | Drapeau de l'Autriche                       | Footballeur puis entraîneur autrichien.                                                            | 92  | (de)                     |
| 22 janvier  | Fernand Daoust                     | Drapeau du Canada                           | Homme politique et syndicaliste canadien.                                                          | 93  |                          |
| 22 janvier  | Sonny Grosso                       | Drapeau des États-Unis                      | Acteur et producteur de cinéma américain.                                                          | 89  | (en)                     |
| 22 janvier  | John Karlen                        | Drapeau des États-Unis                      | Acteur américain.                                                                                  | 86  | (en)                     |
| 22 janvier  | Roser Rahola d'Espona              | Drapeau de l'Espagne                        | Éditrice espagnole.                                                                                | 105 | (es)                     |
| 22 janvier  | Bertrand Teyou                     | Drapeau du Cameroun                         | Écrivain camerounais.                                                                              | 50  |                          |
| 22 janvier  | Armando Uribe                      | Drapeau du Chili                            | Poète et écrivain chilien.                                                                         | 86  | (es)                     |
| 23 janvier  | Robert Archibald                   | Drapeau du Royaume-Uni                      | Joueur de basket-ball britannique.                                                                 | 39  |                          |
| 23 janvier  | Frederick Ballantyne               | Drapeau de Saint-Vincent-et-les-Grenadines  | Homme politique saint-vincentais et grenadin.                                                      | 83  | (en)                     |
| 23 janvier  | Clayton M. Christensen             | Drapeau des États-Unis                      | Économiste et missionnaire mormon américain.                                                       | 67  | (en)                     |
| 23 janvier  | Alfred Körner                      | Drapeau de l'Autriche                       | Footballeur autrichien.                                                                            | 93  | (de)                     |
| 23 janvier  | Jim Lehrer                         | Drapeau des États-Unis                      | Journaliste, animateur de télévision et écrivain américain.                                        | 85  | (en)                     |
| 23 janvier  | Franz Mazura                       | Drapeau de l'Autriche                       | Artiste lyrique, acteur et musicien autrichien.                                                    | 95  |                          |
| 23 janvier  | Adolfo Natalini                    | Drapeau de l'Italie                         | Architecte italien.                                                                                | 78  | (it)                     |
| 23 janvier  | Gudrun Pausewang                   | Drapeau de l'Allemagne                      | Femme de lettres allemande.                                                                        | 91  | (de)                     |
| 23 janvier  | Jean-Noël Tremblay                 | Drapeau du Canada                           | Homme politique canadien.                                                                          | 93  |                          |
| 23 janvier  | Kalevi Tuominen                    | Drapeau de la Finlande                      | Basketteur finlandais.                                                                             | 92  | (fi)                     |
| 24 janvier  | Duje Bonačić                       | Drapeau de la Croatie                       | Rameur yougoslave puis croate, champion aux Jeux olympiques d'été de 1952.                         | 90  | (cr)                     |
| 24 janvier  | Georges Castera                    | Drapeau d'Haïti                             | Poète haïtien.                                                                                     | 83  |                          |
| 24 janvier  | Seamus Mallon                      | Drapeau du Royaume-Uni                      | Homme politique nord-irlandais.                                                                    | 83  | (en)                     |
| 24 janvier  | Martin Matschinsky                 | Drapeau de l'Allemagne                      | Sculpteur allemand.                                                                                | 98  | (de)                     |
| 24 janvier  | Li Fanghua                         | Drapeau de la République populaire de Chine | Physicienne chinoise.                                                                              | 88  | (zh)                     |
| 24 janvier  | Juan José Pizzuti                  | Drapeau de l'Argentine                      | Joueur de football puis entraîneur argentin.                                                       | 92  | (es)                     |
| 24 janvier  | Sean Reinert                       | Drapeau des États-Unis                      | Musicien et batteur américain.                                                                     | 48  | (en)                     |
| 24 janvier  | Robert Rensenbrink                 | Drapeau des Pays-Bas                        | Footballeur néerlandais.                                                                           | 72  | (en)                     |
| 24 janvier  | Wes Wilson                         | Drapeau des États-Unis                      | Affichiste et designer américain.                                                                  | 82  | (en)                     |
| 25 janvier  | Jacqueline Bonnamour               | Drapeau de la France                        | Géographe française.                                                                               | 95  |                          |
| 25 janvier  | Otakar Mareček                     | Drapeau de la Tchéquie                      | Rameur tchécoslovaque, médaillé de bronze aux Jeux olympiques d'été de 1972.                       | 76  | (cs)                     |
| 25 janvier  | Narciso Parigi                     | Drapeau de l'Italie                         | Chanteur et acteur italien.                                                                        | 92  | (it)                     |
| 25 janvier  | Denis Rivière                      | Drapeau de la France                        | Peintre français.                                                                                  | 75  |                          |
| 25 janvier  | Monique van Vooren                 | Drapeau des États-Unis                      | Actrice et danseuse américaine.                                                                    | 92  | (en)                     |
| 26 janvier  | Kobe Bryant                        | Drapeau des États-Unis                      | Basketteur américain, double champion olympique (2008, 2012).                                      | 41  |                          |
| 26 janvier  | Michou                             | Drapeau de la France                        | Directeur de cabaret français.                                                                     | 88  |                          |
| 26 janvier  | Hubert Mingarelli                  | Drapeau de la France                        | Écrivain français.                                                                                 | 64  |                          |
| 26 janvier  | Santu Mofokeng                     | Drapeau d'Afrique du Sud                    | Photographe sud-africain.                                                                          | 63  |                          |
| 26 janvier  | Louis Nirenberg                    | Drapeau des États-Unis                      | Mathématicien américano-canadien.                                                                  | 94  | (it)                     |
| 27 janvier  | Lina Ben Mhenni                    | Drapeau de la Tunisie                       | Cyberdissidente, blogueuse et journaliste tunisienne.                                              | 36  |                          |
| 27 janvier  | Jack Burns                         | Drapeau des États-Unis                      | Acteur et scénariste américain.                                                                    | 86  | (en)                     |
| 27 janvier  | Bernard de Give                    | Drapeau de la Belgique                      | Moine trappiste et orientaliste belge.                                                             | 106 |                          |
| 27 janvier  | James Houra                        | Drapeau du Mexique                          | Peintre ivoirien.                                                                                  | 67  | e-ivoirienne-sest-couche |
| 27 janvier  | Émile Jung                         | Drapeau de la France                        | Cuisinier français.                                                                                | 78  |                          |
| 27 janvier  | Norbert Moutier                    | Drapeau de la France                        | Libraire, éditeur, écrivain, cinéaste et acteur français.                                          | 78  |                          |
| 27 janvier  | Nelly Wicky                        | Drapeau de la Suisse                        | Femme politique suisse.                                                                            | 96  | (de)                     |
| 28 janvier  | Chris Doleman                      | Drapeau des États-Unis                      | Joueur américain de football américain.                                                            | 58  | (en)                     |
| 28 janvier  | Marj Dusay                         | Drapeau des États-Unis                      | Actrice américaine.                                                                                | 83  | (en)                     |
| 28 janvier  | Hergo                              | Drapeau de la France                        | Photographe français.                                                                              | 68  |                          |
| 28 janvier  | Théo Klein                         | Drapeau de la France                        | Avocat français.                                                                                   | 99  |                          |
| 28 janvier  | Othmar Mága                        | Drapeau de l'Allemagne                      | Chef d'orchestre allemand.                                                                         | 90  | (de)                     |
| 28 janvier  | Léon Mokuna                        | Drapeau de la Belgique                      | Joueur de football belge.                                                                          | 91  |                          |
| 28 janvier  | Dyanne Thorne                      | Drapeau des États-Unis                      | Actrice américaine.                                                                                | 83  | (en)                     |
| 29 janvier  | Mike Dancis                        | Drapeau de l'Australie                      | Joueur letton naturalisé australien de basket-ball.                                                | 80  | (en)                     |
| 29 janvier  | Georges-Hilaire Dupont             | Drapeau de la France                        | Prélat catholique français.                                                                        | 100 |                          |
| 29 janvier  | Blagoja Georgievski                | Drapeau de la Macédoine                     | Basketteur yougoslave puis macédonien, médaillé d'argent aux Jeux olympiques d'été de 1976.        | 69  | (mk)                     |
| 29 janvier  | Félix Marcilhac                    | Drapeau de la France                        | Historien de l'art français.                                                                       | 78  |                          |
| 29 janvier  | Yánnis Tseklénis                   | Drapeau de la Grèce                         | Styliste grec.                                                                                     | 82  | (en)                     |
| 30 janvier  | John Andretti                      | Drapeau des États-Unis                      | Pilote de courses automobile américain.                                                            | 56  | (en)                     |
| 30 janvier  | Miguel Arroyo                      | Drapeau du Mexique                          | Cycliste sur route mexicain.                                                                       | 53  | (es)                     |
| 30 janvier  | Vidya Bal                          | Drapeau de l'Inde                           | Écrivaine et éditrice féministe indienne.                                                          | 83  | (en)                     |
| 30 janvier  | Larbi Chebbak                      | Drapeau du Maroc                            | Joueur marocain de football.                                                                       | 73  |                          |
| 30 janvier  | Jörn Donner                        | Drapeau de la Finlande                      | Producteur, réalisateur, scénariste, acteur, écrivain et homme politique finlandais.               | 86  | (fi)                     |
| 30 janvier  | Nello Fabbri                       | Drapeau de l'Italie                         | Cycliste sur route italien.                                                                        | 85  | (it)                     |
| 30 janvier  | Yoshinaga Fujita                   | Drapeau du Japon                            | Romancier et scénariste japonais.                                                                  | 69  | (ja)                     |
| 30 janvier  | Johannes Geiss                     | Drapeau de l'Allemagne                      | Physicien et professeur d'université allemand.                                                     | 93  | (de)                     |
| 30 janvier  | Roger Holeindre                    | Drapeau de la France                        | Militaire, journaliste et homme politique français.                                                | 90  |                          |
| 30 janvier  | Pierre-Étienne Laporte             | Drapeau du Canada                           | Homme politique canadien.                                                                          | 85  |                          |
| 30 janvier  | Fred Silverman                     | Drapeau des États-Unis                      | Producteur de télévision américain.                                                                | 82  | (en)                     |
| 31 janvier  | Michel Billière                    | Drapeau de la France                        | Joueur français de rugby à XV.                                                                     | 76  |                          |
| 31 janvier  | Anne Cox Chambers                  | Drapeau des États-Unis                      | Diplomate, femme d'affaires et politique américaine.                                               | 100 | (en)                     |
| 31 janvier  | Guy Delcourt                       | Drapeau de la France                        | Homme politique français.                                                                          | 72  |                          |
| 31 janvier  | Delphine Forest                    | Drapeau de la France                        | Actrice française.                                                                                 | 53  |                          |
| 31 janvier  | Mary Higgins Clark                 | Drapeau des États-Unis                      | Écrivaine américaine.                                                                              | 92  |                          |
| 31 janvier  | Mirza Khazar                       | Drapeau de l'Azerbaïdjan                    | Écrivain, analyste politique, présentateur, journaliste et éditeur soviétique puis azerbaïdjanais. | 72  | (en)                     |
| 31 janvier  | Andrée Melly                       | Drapeau de l'Angleterre                     | Actrice britannique.                                                                               | 87  |                          |
| 31 janvier  | César Zabala                       | Drapeau du Paraguay                         | Footballeur paraguayen.                                                                            | 58  | (es)                     |